# 大庆公交
大庆公交是中国黑龙江省大庆市的公共汽车系统，主要服务于大庆城区，目前由大庆市油城公共交通运输有限公司、大庆市交投公共汽车有限公司以及大庆客运集团大同客运有限公司运营。

## 历史
1960年4月，大庆石油会战正式开始，为适应石油会战的需要、便于会战总部与前线指挥部的联系，经大庆会战工委批准，在运输指挥部成立公务车小队，主要担负各种会议及机关各部门工作人员到前线安排、检查工作的运输任务。1961年5月，公务车队正式定点、定线运行，当时有运输北站—解放村（现1路）以及万人广场—龙岗（现2路）两个线路。此后由于工农村相继建成，工人上下班、家属下田、学生上学的通勤问题开始显现。1963年5月20日，公务车队升格为交通车队，线路增加到7条，开始向公众提供服务。
1979年12月14日，国务院批准成立大庆市，大庆市与大庆石油管理局形成一个机构两块牌子的政企合一领导体制。1981年5月25日，以运输公司客运公司为主，成立大庆石油管理局（市）公共汽车公司，当年拥有营运线路22条，总长度557.1千米，营运车辆217台，日营运车次962个，日客流量10多万人次。
1983年12月22日，石油工业部与黑龙江省委同意批复大庆市党政机关和石油管理局分开、分设的机构改革方案。公共汽车公司归属于大庆石油管理局。
20世纪90年代初，“招手停”个体小公共汽车和出租车的数量急剧增加，对运力不足的国有公共汽车造成巨大冲击。1991年12月，大庆市公共汽车公司确立了300辆铰接客车、200辆单厢客车、300辆小公共汽车的运营结构，该方案被称为“323工程”，组织职工集资购买小客车，实行单车承包经营，向社会招募司机和乘务员。1996年确立了100辆铰接客车、600辆单厢客车、300辆小公共汽车的运营结构，转向重点发展单厢客车。至2000年，大庆市公共汽车共有营运车辆1087台，其中单厢客车488台，中巴车493台，小公共106台。拥有营运线路62条，总长度1954.5千米，日营运车次5798个，日客流量约27万人次。
2007年9月，大庆油田矿区服务事业部成立，10月15日，公共汽车公司整建制纳入矿区服务系统，作为事业部成员单位管理。
2011年以前，大庆市仅有一个隶属于油田的公共汽车公司，主要服务于油田各厂、矿，而市政府所在的东城区长期以来处于公交线路不足和运力短缺的问题。2011年4月，大庆市政府与大庆油田就公交问题达成协议，成立市属公交公司，主要负责东城区内部以及由东城区发出车辆的运行。2011年7月15日，大庆市政府批准成立市属交通公司“大庆市交投公共汽车有限公司”，同年10月27日正式投放车辆开始运营，此后油田公交向交投公交陆续移交了包括22、11、30、225路在内的部分东区线路。
2018年11月15日，大庆市政府与大庆石油管理局签订《公共交通业务分离移交协议》，大庆石油管理局将从事的城市公共交通业务的线路经营权、运营车辆、站场设施、运营保障设施等，剥离移交给市政府指定的接收单位。2019年1月1日，原油田公交101路停运，由大同客运有限公司开通并运营101快线。
2020年1月16日，大庆油城公共交通运输有限公司正式实质运作。

## 票价
- 2010年7月1日，IC卡售票系统开始试运行。
- 2021年，油城公交与交投公交完成一票制全覆盖，票价在1-3元之间。
- 2020年8月19日，油城公交开始试行支付宝扫码乘车业务[12]。9月14日起，交投公交开通支付宝扫码乘车业务[13]。
- 2021年8月9日，油城公交21路开始试行微信扫码乘车业务[14]。9月6日起，油城公交、交投公交全线营运车辆开通微信扫描乘车业务[15]。

## 线路
大庆公交一般线路的种类与数字编号规则大致如下：
- 常规公交：正式命名为“线路编号+路”，原油田公交移交给交投公交的线路保持原编号。
  - 1-39：城区既有线路
  - 50-59：油城公交东城区新开线路
  - 60-69：油城公交西城区新开线路
  - 70-79：油城公交乘风、红岗地区新开线路
  - 1XX：1989年启用，开行时用于郊区长途线路[2]
  - 2XX：1998年启用，开行时用于空调线路[18]
  - 3XX：1999年启用，开行时使用中巴[8]，无法使用通勤卡和IC卡。自2021年7月10日起，油城公交撤销300以上的公交线路编号。
  - 8XX：1992年启用，开行时使用小巴[6]。2004年停用，部分线路更换为中巴后改用3XX编号[8]。交投公交公司成立后用于交投公交新开线路。
- 环线公交：交投公交线路命名规则为“环线巴士+线路编号+路”，油城公交使用常规公交编号。
- 快速公交：主要停靠沿途大站，命名规则为“快速公交+线路编号+路”。

## 图集
- 2003年投入使用的大庆公交总站（火车站始发站）
- 公交总站候车区
- 公交总站西场站，目前由交投公交使用
- 东风始发站
- 1路是大庆市最早的公交线路
- 交投公交806路在会战大街
- 油城公交23路在中强街公交站
- 油城公交23路车内
- 交投公交快1线车内